# Brända tomten (pjäs)
Brända tomten är en pjäs av August Strindberg från 1907. Dramat är det andra av hans så kallade kammarspel. De övriga är Oväder, Spöksonaten, Pelikanen och Svarta handsken. 
Pjäsen har fått sitt namn efter Strindbergs rivna barndomshem på Riddarholmen, även hemmet på Norrtullsgatan 14 förekommer i pjäsen. Strindberg nämner detta i ett brev till Bonniers förlag från 1909: " Min bror Axel har sändt födelsehuset till Schering men det kommer igen. Det var Sundhetskollegiums hus på Riddarholmen. Deremot eger han nu en förträfflig teckning af 14 Norrtullsgatan der vi bodde från 1852. Der upplef{de} jag det som står starkast i Tjensteqvinnans son, min mors död, min fars omgifte och min studentexamen. Huset är rifvet; men spelar i Tryckt och Otryckt (Nemesis) samt förekommer äfven i Kammarspelet "Brända Tomten.""
Det finns även en Brända Tomten i Gamla stan.